# 卡村
卡村（法語：Catz，法語發音：[ka]）是法国芒什省的一个旧市镇，属于圣洛区。2019年，卡村与邻近的4个市镇并入市镇卡朗唐莱马赖。

## 地理
卡村（49°18'39"N, 1°10'48"W）面积2.78 平方千米，位于法国诺曼底大区芒什省，该省份为法国西北部沿海省份，西、北、东北三面环大西洋，东起顺时针与卡爾瓦多斯省、奧恩省、马耶讷省和伊勒-维莱讷省接壤。
与卡村接壤的市镇（或旧市镇、城区）包括：布雷旺、圣伊莱尔珀蒂维尔、圣佩勒兰、莱韦。

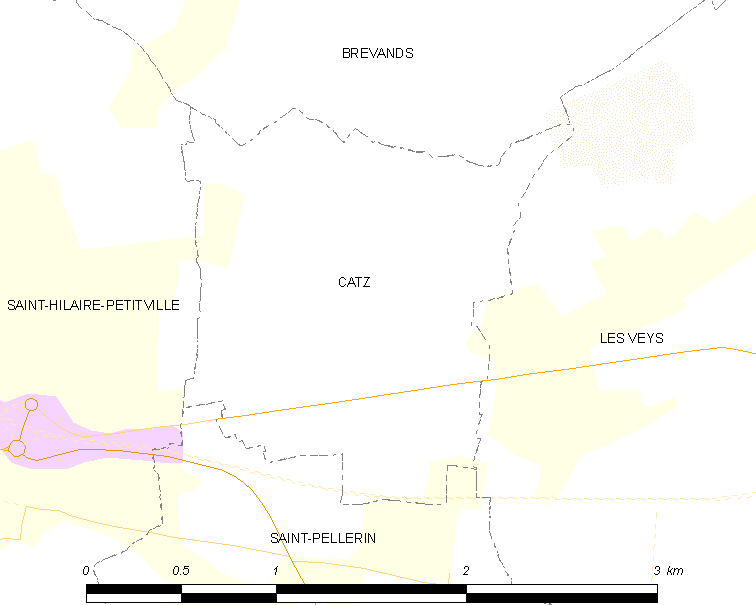
卡村的OSM定位图

卡村的时区为UTC+01:00、UTC+02:00（夏令时）。

## 行政
卡村的邮政编码为50500，INSEE市镇编码为50107。

## 政治
卡村所属的省级选区为卡朗唐莱马赖县。

## 人口

1962-2008年间卡村人口变化图示

卡村于2018年1月1日时的人口数量为111人。